# Konibodom
Konibodom (in tagico Конибодом) è una città di 45 000 abitanti situata nella regione di Suǧd, in Tagikistan.